# Вондоловски, Крис
Кри́стофер Э́ллиотт (Крис) Вондоло́вски (англ. Christopher Elliott Wondolowski; род. 28 января 1983, Данвилл, Калифорния, США) — американский футболист, нападающий, известный по выступлениям за клуб «Сан-Хосе Эртквейкс». Лучший бомбардир в истории регулярных чемпионатов MLS (171 гол).

## Клубная карьера
В 2001—2004 годах Вондоловски обучался в Университете штата Калифорния в Чико и играл за университетскую футбольную команду.
4 февраля 2005 года на дополнительном драфте MLS Вондоловски был выбран клубом «Сан-Хосе Эртквейкс» в четвёртом раунде под общим 41-м номером. В первом же сезоне стал лучшим бомбардиром резерва, забив восемь голов в 12 матчах. Также провёл два матча за основу «Эртквейкс».
В 2006 году вместе с франшизой переехал в Хьюстон, где вновь стал лучшим бомбардиром резерва, забив 13 голов в 11 играх. 30 августа 2006 года забил свой первый мяч за основную команду «Хьюстон Динамо», на 42-й минуте матча против «Чикаго Файр». 15 марта 2007 года забил гол в ворота мексиканской «Пачуки» в полуфинале Кубка чемпионов КОНКАКАФ, что, однако, не позволило «Хьюстону» выйти в финал. 16 мая 2009 года в матче против «Нью-Йорк Ред Буллз» забил 7000-й гол в истории MLS.
9 июня 2009 года «Хьюстон» обменял Вондоловски с условным драфт-пиком в «Сан-Хосе» на Кэма Уивера. После перехода он стал получать больше игрового времени и показывать более результативную игру. В сезоне 2009 провёл 14 матчей и забил три гола.
Следующий сезон, 2010, стал для него прорывным. Вондо стал лучшим бомбардиром лиги с 18 голами. 25 сентября он забил хет-трик в ворота «Торонто», 9 октября — дубль в ворота «Ди Си Юнайтед», а 20 октября, выйдя на замену в перерыве, забил второй хет-трик в сезоне в гостевом матче против «Чивас США». По итогам октября был признан игроком месяца в MLS. 4 ноября 2010 года забил решающий мяч в ответном матче полуфинала конференции против «Нью-Йорка». Однако, «Сан-Хосе» проиграл в финале конференции будущему обладателю Кубка MLS — «Колорадо Рэпидз».
В четырёх матчах октября 2011 года забил пять голов, за что был назван игроком месяца в MLS. В сезоне 2011 он забил 16 голов в 30 матчах и разделил лидерство в гонке бомбардиров MLS с Дуэйном Де Розарио, но уступил ему «Золотую бутсу» по дополнительному показателю — голевым передачам, три против 12-ти.
9 февраля 2012 года Вондоловски подписал новый контракт с «Эртквейкс». В первой половине сезона 2012 отметился дублями в ворота «Торонто» (24 марта), «Ванкувер Уайткэпс» (7 апреля), «Ди Си Юнайтед» (2 мая), а также третьим в карьере хет-триком в ворота «Реала Солт-Лейк» (14 июля). Стал первым в истории MLS игроком, признанным игроком месяца по ходу сезона четырежды — в апреле, июне, сентябре и октябре. Сезон 2012 Вондоловски закончил с 27 голами, повторив рекорд лиги, установленный Роем Ласситером в сезоне 1996. Он, опередив ближайшего преследователя на девять голов, во второй раз за три года стал лучшим бомбардиром MLS и был признан самым ценным игроком MLS.
25 февраля 2013 года Вондоловски подписал новый контракт с «Эртквейкс», став вторым назначенным игроком в истории клуба.
24 мая 2015 года в матче против «Орландо Сити» забил свой 100-й гол в MLS.
20 мая 2016 года Вондоловски подписал новый многолетний контракт с «Эртквейкс».
18 мая 2019 года Вондоловски сделал покер в матче против «Чикаго Файр» и с 148 голами в 338 матчах стал лучшим бомбардиром в истории MLS, обойдя Лэндона Донована. Всего в мае 2019 года забил шесть голов и в седьмой раз в карьере удостоился звания игрока месяца в MLS. 22 октября Вондоловски подписал новый контракт с «Эртквейкс». Сезон 2019 стал для него 10-м подряд, в котором он забил не менее 10 мячей.
25 декабря 2020 года Вондоловски подписал новый однолетний контракт с «Эртквейкс».
17 августа 2021 года против «Миннесоты Юнайтед» сыграл свой 400-й матч в MLS, став седьмым игроком в истории лиги, кому покорился этот рубеж. 7 ноября 2021 года Вондоловски забил свой 171-й гол в MLS в матче «Далласа», и после его окончания объявил о завершении футбольной карьеры.

## Карьера в сборной
После успешного сезона 2010 Вондоловски получил вызов в ежегодный январский тренировочный лагерь сборной США. 22 января 2011 года в товарищеском матче со сборной Чили, завершавшем сбор, дебютировал за звёздно-полосатую дружину.
23 мая 2011 года попал в заявку сборной США на Золотой кубок КОНКАКАФ 2011. Однако на турнире провёл только три неполных матча и не забил ни одного гола.
В июне 2012 года попал в заявку на отборочные матчи чемпионата мира 2014 против Антигуа и Барбуды и Гватемалы, однако оба раза остался в запасе.
5 июля 2013 года в товарищеском матче со сборной Гватемалы забил свой первый гол за сборную США.
Принимал участие в Золотом кубке КОНКАКАФ 2013. 9 июля 2013 года в матче против сборной Белиза оформил хет-трик, забив все три гола в первом тайме.
Был включён в состав сборной на чемпионат мира 2014.

## Тренерская карьера
18 апреля 2022 года Вондоловски был назначен временным ассистентом исполняющего обязанности главного тренера «Сан-Хосе Эртквейкс» Алекса Ковело.

## Личная жизнь
Кристофер родился в городе Данвилл, штата Калифорния. Он наполовину поляк, наполовину кайова. Семья его матери имеет индейские корни. Дед по отцовской линии иммигрировал из Польши с родителями в возрасте семи лет. У Кристофера есть брат Стивен, также футболист, в прошлом — игрок «Хьюстон Динамо».

## Достижения
Командные
«Сан-Хосе Эртквейкс»
- Обладатель Supporters’ Shield: 2005, 2012

«Хьюстон Динамо»
- Чемпион MLS (обладатель Кубка MLS): 2006, 2007

Сборная США
- Обладатель Золотого кубка КОНКАКАФ: 2013

Личные
- Лучший бомбардир MLS: 2010 (18 мячей), 2012 (27 мячей)
- Самый ценный игрок MLS: 2012
- Символическая сборная MLS: 2010, 2011, 2012
- Участник Матча всех звёзд MLS: 2011, 2012, 2013, 2016, 2019
- Игрок месяца в MLS: октябрь 2010, октябрь 2011, апрель 2012, июнь 2012, сентябрь 2012, октябрь 2012, май 2019
- Лучший бомбардир Золотого кубка КОНКАКАФ: 2013 (5 мячей)

## Статистика
| Клуб               | Сезон | MLS  | MLS  | Кубок MLS | Кубок MLS | Кубок США | Кубок США | Лига чемпионов | Лига чемпионов | Прочие | Прочие | Всего | Всего |
| Клуб               | Сезон | Игры | Голы | Игры      | Голы      | Игры      | Голы      | Игры           | Голы           | Игры   | Голы   | Игры  | Голы  |
| ------------------ | ----- | ---- | ---- | --------- | --------- | --------- | --------- | -------------- | -------------- | ------ | ------ | ----- | ----- |
| Сан-Хосе Эртквейкс | 2005  | 2    | 0    | 0         | 0         | 1         | 0         | -              | -              | -      | -      | 3     | 0     |
| Хьюстон Динамо     | 2006  | 6    | 1    | 0         | 0         | 3         | 1         | -              | -              | -      | -      | 9     | 2     |
| Хьюстон Динамо     | 2007  | 16   | 1    | 0         | 0         | 1         | 0         | 3              | 1              | 1      | 0      | 21    | 2     |
| Хьюстон Динамо     | 2008  | 8    | 0    | 0         | 0         | 0         | 0         | 6              | 2              | 2      | 0      | 16    | 2     |
| Хьюстон Динамо     | 2009  | 7    | 2    | -         | -         | 0         | 0         | 0              | 0              | -      | -      | 7     | 2     |
| Сан-Хосе Эртквейкс | 2009  | 14   | 3    | -         | -         | 0         | 0         | -              | -              | -      | -      | 14    | 3     |
| Сан-Хосе Эртквейкс | 2010  | 28   | 18   | 3         | 1         | 1         | 0         | -              | -              | -      | -      | 32    | 19    |
| Сан-Хосе Эртквейкс | 2011  | 30   | 16   | -         | -         | 2         | 0         | -              | -              | -      | -      | 32    | 16    |
| Сан-Хосе Эртквейкс | 2012  | 32   | 27   | 2         | 0         | 1         | 0         | -              | -              | -      | -      | 35    | 27    |
| Сан-Хосе Эртквейкс | 2013  | 29   | 11   | -         | -         | 1         | 0         | 5              | 2              | -      | -      | 35    | 13    |
| Сан-Хосе Эртквейкс | 2014  | 26   | 14   | -         | -         | -         | -         | -              | -              | -      | -      | 26    | 14    |
| Сан-Хосе Эртквейкс | 2015  | 31   | 16   | -         | -         | 1         | 2         | -              | -              | -      | -      | 32    | 18    |
| Сан-Хосе Эртквейкс | 2016  | 30   | 12   | -         | -         | -         | -         | -              | -              | -      | -      | 30    | 12    |
| Сан-Хосе Эртквейкс | 2017  | 34   | 13   | 1         | 0         | 4         | 2         | -              | -              | -      | -      | 39    | 15    |
| Сан-Хосе Эртквейкс | 2018  | 34   | 10   | -         | -         | 1         | 0         | -              | -              | -      | -      | 35    | 10    |
| Сан-Хосе Эртквейкс | 2019  | 32   | 15   | -         | -         | 2         | 0         | -              | -              | -      | -      | 34    | 15    |
| Сан-Хосе Эртквейкс | 2020  | 22   | 7    | 1         | 1         | -         | -         | -              | -              | 2      | 1      | 25    | 9     |
| Сан-Хосе Эртквейкс | 2021  | 32   | 5    | -         | -         | -         | -         | -              | -              | -      | -      | 32    | 5     |
| Всего              | Всего | 413  | 171  | 7         | 2         | 18        | 5         | 14             | 5              | 5      | 1      | 457   | 184   |